# Lucas Radebe
Lucas Valeriu Radebe (Diepkloof, 12 aprile 1969) è un ex calciatore sudafricano di ruolo difensore.
Nella sua carriera ha vestito le maglie di Kaizer Chiefs (1990-1994) e Leeds Utd (1994-2005), squadra inglese di cui è stato anche capitano dal 1998 al 2001. Conta 70 presenze e 2 reti con la nazionale sudafricana, con cui ha vinto la Coppa d'Africa 1996.

## Carriera

### Club
Nato a Diepkloof, nella township di Soweto, a Johannesburg, da una famiglia con undici figli, inizia a giocare a calcio nella squadra presieduta dalla madre, il Diepkloof Leeds United. Frequenta la Bopasenatla Secondary School. A quindici anni è trasferito dai genitori al Bophuthatswana perché scampi alla violenza del quartiere dove risiede. Lì entra nelle giovanili del ICL Birds, dove milita dal 1987 al 1988. Messosi in luce, nel 1989 è ingaggiato dal Kaizer Chiefs, uno dei migliori club calcistici del Sudafrica.
Nel 1991 è raggiunto da colpi di pistola mentre è a piedi, diretto ad un negozio. La pallottola entra nella schiena ed esce miracolosamente dalla coscia, non ledendo organi vitali.
Al Kaizer Chiefs inizia come portiere, poi gioca come centrocampista e infine come difensore centrale. In quattro anni di militanza nel club di Johannesburg totalizza 113 presenze e 5 gol in campionato.
Nel 1994 Radebe e il suo connazionale Philemon Masinga si trasferiscono al Leeds Utd per 250.000 sterline. Inizialmente Radebe deve solo accompagnare il compagno per consentirgli di ambientarsi nella nuova realtà inglese. La sua esperienza in terra britannica inizia male: si trova in disaccordo con l'allenatore Howard Wilkinson ed è spesso penalizzato dagli infortuni. Con l'avvento del tecnico George Graham il sudafricano si ritaglia un ruolo chiave nella squadra. Nel 1998 è nominato capitano del Leeds e guida i suoi al quarto posto nel campionato di Premier League 1998-1999. Terzo nella Premier League 1999-2000 e impegnato in Coppa UEFA, il Leeds si qualifica dunque per la UEFA Champions League, dove raggiunge le semifinali dell'edizione 2000-2001. A Radebe si interessano grandi club quali Manchester Utd, Milan e Roma. Nel 2000 vince il Premio fair play della FIFA. Radebe diviene un idolo per i tifosi del Leeds, tra cui i componenti della band britannica dei Kaiser Chiefs, che decidono di cambiare il loro nome originario (Parva) proprio in onore di Radebe e del suo ex club.
Infortunatosi al ginocchio e alla caviglia, dal 2000 è tuttavia costretto a fermarsi per quasi due anni. Salta del tutto la stagione 2001-2002, mentre torna in campo in quella seguente. Conclude la carriera nell'annata 2004-2005, in seconda serie, totalizzando 3 presenze in campionato. Con la maglia del Leeds conta 256 presenze e 3 reti in tutte le competizioni.

### Nazionale
Con la nazionale sudafricana Radebe esordisce il 7 luglio 1992 contro il Camerun. Fa parte della spedizione sudafricana che vince la Coppa d'Africa 1996. Da capitano partecipa con il Sudafrica alle fasi finali del campionato del mondo 1998 e del campionato del mondo 2002, conclusi dalla nazionale al primo turno. Gioca la sua ultima partita con la nazionale contro l'Inghilterra, il 22 maggio 2003.
Con il Sudafrica conta 70 presenze e 2 gol, uno dei quali a Corea del Sud-Giappone 2002 contro la Spagna (sconfitta 3-2).

## Statistiche

### Cronologia presenze e reti in nazionale
| Cronologia completa delle presenze e delle reti in nazionale ― Sudafrica | Cronologia completa delle presenze e delle reti in nazionale ― Sudafrica | Cronologia completa delle presenze e delle reti in nazionale ― Sudafrica | Cronologia completa delle presenze e delle reti in nazionale ― Sudafrica | Cronologia completa delle presenze e delle reti in nazionale ― Sudafrica | Cronologia completa delle presenze e delle reti in nazionale ― Sudafrica | Cronologia completa delle presenze e delle reti in nazionale ― Sudafrica | Cronologia completa delle presenze e delle reti in nazionale ― Sudafrica |
| Data                                                                     | Città                                                                    | In casa                                                                  | Risultato                                                                | Ospiti                                                                   | Competizione                                                             | Reti                                                                     | Note                                                                     |
| ------------------------------------------------------------------------ | ------------------------------------------------------------------------ | ------------------------------------------------------------------------ | ------------------------------------------------------------------------ | ------------------------------------------------------------------------ | ------------------------------------------------------------------------ | ------------------------------------------------------------------------ | ------------------------------------------------------------------------ |
| 7-7-1992                                                                 | Durban                                                                   | Sudafrica                                                                | 1 – 0                                                                    | Camerun                                                                  | Amichevole                                                               | -                                                                        |                                                                          |
| 9-7-1992                                                                 | Città del Capo                                                           | Sudafrica                                                                | 1 – 2                                                                    | Camerun                                                                  | Amichevole                                                               | -                                                                        |                                                                          |
| 11-7-1992                                                                | Johannesburg                                                             | Sudafrica                                                                | 2 – 2                                                                    | Camerun                                                                  | Amichevole                                                               | -                                                                        |                                                                          |
| 16-8-1992                                                                | Harare                                                                   | Zimbabwe                                                                 | 4 – 1                                                                    | Sudafrica                                                                | Qual. Coppa d'Africa 1994                                                | -                                                                        | Ammonizione                                                              |
| 10-10-1992                                                               | Lagos                                                                    | Nigeria                                                                  | 4 – 0                                                                    | Sudafrica                                                                | Qual. Mondiali 1994                                                      | -                                                                        | 75’                                                                      |
| 10-1-1993                                                                | Gaborone                                                                 | Botswana                                                                 | 0 – 2                                                                    | Sudafrica                                                                | Amichevole                                                               | -                                                                        | 80’                                                                      |
| 16-1-1993                                                                | Johannesburg                                                             | Sudafrica                                                                | 0 – 0                                                                    | Nigeria                                                                  | Qual. Mondiali 1994                                                      | -                                                                        |                                                                          |
| 31-1-1993                                                                | Pointe-Noire                                                             | Rep. del Congo                                                           | 0 – 1                                                                    | Sudafrica                                                                | Qual. Mondiali 1994                                                      | -                                                                        |                                                                          |
| 10-4-1993                                                                | Johannesburg                                                             | Sudafrica                                                                | 0 – 0                                                                    | Mauritius                                                                | Qual. Coppa d'Africa 1994                                                | -                                                                        |                                                                          |
| 6-10-1993                                                                | Los Angeles                                                              | Messico                                                                  | 4 – 0                                                                    | Sudafrica                                                                | Amichevole                                                               | -                                                                        |                                                                          |
| 24-4-1994                                                                | Mmabatho                                                                 | Sudafrica                                                                | 1 – 0                                                                    | Zimbabwe                                                                 | Amichevole                                                               | -                                                                        |                                                                          |
| 10-5-1994                                                                | Johannesburg                                                             | Sudafrica                                                                | 2 – 1                                                                    | Zambia                                                                   | Amichevole                                                               | -                                                                        |                                                                          |
| 4-9-1994                                                                 | Antananarivo                                                             | Madagascar                                                               | 0 – 1                                                                    | Sudafrica                                                                | Qual. Coppa d'Africa 1996                                                | -                                                                        |                                                                          |
| 15-10-1994                                                               | Mabopane                                                                 | Sudafrica                                                                | 1 – 0                                                                    | Mauritius                                                                | Qual. Coppa d'Africa 1996                                                | -                                                                        |                                                                          |
| 13-11-1994                                                               | Lusaka                                                                   | Zambia                                                                   | 1 – 1                                                                    | Sudafrica                                                                | Qual. Coppa d'Africa 1996                                                | -                                                                        |                                                                          |
| 20-1-1996                                                                | Johannesburg                                                             | Sudafrica                                                                | 1 – 0                                                                    | Angola                                                                   | Coppa d'Africa 1996 - 1º turno                                           | -                                                                        | 76’                                                                      |
| 24-1-1996                                                                | Johannesburg                                                             | Sudafrica                                                                | 0 – 1                                                                    | Egitto                                                                   | Coppa d'Africa 1996 - 1º turno                                           | -                                                                        | 76’                                                                      |
| 27-1-1996                                                                | Johannesburg                                                             | Sudafrica                                                                | 2 – 1                                                                    | Algeria                                                                  | Coppa d'Africa 1996 - Quarti di finale                                   | -                                                                        | Ammonizione                                                              |
| 31-1-1996                                                                | Johannesburg                                                             | Sudafrica                                                                | 3 – 0                                                                    | Ghana                                                                    | Coppa d'Africa 1996 - Semifinale                                         | -                                                                        |                                                                          |
| 3-2-1996                                                                 | Johannesburg                                                             | Sudafrica                                                                | 2 – 0                                                                    | Tunisia                                                                  | Coppa d'Africa 1996 - Finale                                             | -                                                                        |                                                                          |
| 24-4-1996                                                                | Johannesburg                                                             | Sudafrica                                                                | 2 – 3                                                                    | Brasile                                                                  | Amichevole                                                               | -                                                                        | Ammonizione                                                              |
| 1-6-1996                                                                 | Blantyre                                                                 | Malawi                                                                   | 0 – 1                                                                    | Sudafrica                                                                | Qual. Mondiali 1998                                                      | -                                                                        |                                                                          |
| 15-6-1996                                                                | Johannesburg                                                             | Sudafrica                                                                | 3 – 0                                                                    | Malawi                                                                   | Qual. Mondiali 1998                                                      | -                                                                        |                                                                          |
| 9-11-1996                                                                | Johannesburg                                                             | Sudafrica                                                                | 1 – 0                                                                    | Zaire                                                                    | Qual. Mondiali 1998                                                      | -                                                                        |                                                                          |
| 11-1-1997                                                                | Lusaka                                                                   | Zambia                                                                   | 0 – 0                                                                    | Sudafrica                                                                | Qual. Mondiali 1998                                                      | -                                                                        |                                                                          |
| 6-4-1997                                                                 | Pointe-Noire                                                             | Rep. del Congo                                                           | 2 – 0                                                                    | Sudafrica                                                                | Qual. Mondiali 1998                                                      | -                                                                        | 72’                                                                      |
| 27-4-1997                                                                | Lomé                                                                     | Zaire                                                                    | 1 – 2                                                                    | Sudafrica                                                                | Qual. Mondiali 1998                                                      | -                                                                        |                                                                          |
| 24-5-1997                                                                | Manchester                                                               | Inghilterra                                                              | 2 – 1                                                                    | Sudafrica                                                                | Amichevole                                                               | -                                                                        |                                                                          |
| 4-6-1997                                                                 | Johannesburg                                                             | Sudafrica                                                                | 0 – 2                                                                    | Paesi Bassi                                                              | Amichevole                                                               | -                                                                        |                                                                          |
| 8-6-1997                                                                 | Johannesburg                                                             | Sudafrica                                                                | 3 – 0                                                                    | Zambia                                                                   | Qual. Mondiali 1998                                                      | -                                                                        | 18’                                                                      |
| 16-8-1997                                                                | Johannesburg                                                             | Sudafrica                                                                | 1 – 0                                                                    | Rep. del Congo                                                           | Qual. Mondiali 1998                                                      | -                                                                        | 37’                                                                      |
| 11-10-1997                                                               | Lens                                                                     | Francia                                                                  | 2 – 1                                                                    | Sudafrica                                                                | Amichevole                                                               | -                                                                        |                                                                          |
| 15-11-1997                                                               | Düsseldorf                                                               | Germania                                                                 | 3 – 0                                                                    | Sudafrica                                                                | Amichevole                                                               | -                                                                        | 28’                                                                      |
| 7-12-1997                                                                | Johannesburg                                                             | Sudafrica                                                                | 1 – 2                                                                    | Brasile                                                                  | Amichevole                                                               | -                                                                        |                                                                          |
| 17-12-1997                                                               | Riyad                                                                    | Uruguay                                                                  | 4 – 3                                                                    | Sudafrica                                                                | Conf. Cup 1997 - 1º turno                                                | 1                                                                        |                                                                          |
| 8-2-1998                                                                 | Bobo-Dioulasso                                                           | Sudafrica                                                                | 0 – 0                                                                    | Angola                                                                   | Coppa d'Africa 1998 - 1º turno                                           | -                                                                        |                                                                          |
| 11-2-1998                                                                | Bobo-Dioulasso                                                           | Sudafrica                                                                | 1 – 1                                                                    | Costa d'Avorio                                                           | Coppa d'Africa 1998 - 1º turno                                           | -                                                                        |                                                                          |
| 16-2-1998                                                                | Bobo-Dioulasso                                                           | Sudafrica                                                                | 4 – 1                                                                    | Namibia                                                                  | Coppa d'Africa 1998 - 1º turno                                           | -                                                                        |                                                                          |
| 22-2-1998                                                                | Ouagadougou                                                              | Marocco                                                                  | 1 – 2                                                                    | Sudafrica                                                                | Coppa d'Africa 1998 - Quarti di finale                                   | -                                                                        |                                                                          |
| 25-2-1998                                                                | Ouagadougou                                                              | RD del Congo                                                             | 1 – 2 dts                                                                | Sudafrica                                                                | Coppa d'Africa 1998 - Semifinale                                         | -                                                                        | 61’ 120’                                                                 |
| 28-2-1998                                                                | Ouagadougou                                                              | Sudafrica                                                                | 0 – 2                                                                    | Egitto                                                                   | Coppa d'Africa 1998 - Finale                                             | -                                                                        | 44’                                                                      |
| 20-5-1998                                                                | Johannesburg                                                             | Sudafrica                                                                | 1 – 1                                                                    | Zambia                                                                   | Amichevole                                                               | -                                                                        |                                                                          |
| 25-5-1998                                                                | Buenos Aires                                                             | Argentina                                                                | 2 – 0                                                                    | Sudafrica                                                                | Amichevole                                                               | -                                                                        |                                                                          |
| 6-6-1998                                                                 | Baiersbronn                                                              | Islanda                                                                  | 1 – 1                                                                    | Sudafrica                                                                | Amichevole                                                               | -                                                                        | 87’                                                                      |
| 12-6-1998                                                                | Marsiglia                                                                | Francia                                                                  | 3 – 0                                                                    | Sudafrica                                                                | Mondiali 1998 - 1º turno                                                 | -                                                                        |                                                                          |
| 18-6-1998                                                                | Tolosa                                                                   | Sudafrica                                                                | 1 – 1                                                                    | Danimarca                                                                | Mondiali 1998 - 1º turno                                                 | -                                                                        | 73’                                                                      |
| 24-6-1998                                                                | Bordeaux                                                                 | Sudafrica                                                                | 2 – 2                                                                    | Arabia Saudita                                                           | Mondiali 1998 - 1º turno                                                 | -                                                                        | 65’                                                                      |
| 3-10-1998                                                                | Johannesburg                                                             | Sudafrica                                                                | 1 – 0                                                                    | Angola                                                                   | Qual. Coppa d'Africa 2000                                                | -                                                                        |                                                                          |
| 23-1-1999                                                                | Curepipe                                                                 | Mauritius                                                                | 1 – 1                                                                    | Sudafrica                                                                | Qual. Coppa d'Africa 2000                                                | -                                                                        | 36’                                                                      |
| 27-2-1999                                                                | Mabopane                                                                 | Sudafrica                                                                | 4 – 1                                                                    | Gabon                                                                    | Qual. Coppa d'Africa 2000                                                | -                                                                        |                                                                          |
| 10-4-1999                                                                | Libreville                                                               | Gabon                                                                    | 1 – 0                                                                    | Sudafrica                                                                | Qual. Coppa d'Africa 2000                                                | -                                                                        |                                                                          |
| 28-4-1999                                                                | Copenaghen                                                               | Danimarca                                                                | 1 – 1                                                                    | Sudafrica                                                                | Amichevole                                                               | -                                                                        | 86’                                                                      |
| 5-6-1999                                                                 | Durban                                                                   | Sudafrica                                                                | 2 – 0                                                                    | Mauritius                                                                | Qual. Coppa d'Africa 2000                                                | -                                                                        |                                                                          |
| 16-6-1999                                                                | Johannesburg                                                             | Sudafrica                                                                | 0 – 1                                                                    | Zimbabwe                                                                 | Amichevole                                                               | -                                                                        |                                                                          |
| 27-11-1999                                                               | Pretoria                                                                 | Sudafrica                                                                | 1 – 0                                                                    | Svezia                                                                   | Amichevole                                                               | -                                                                        |                                                                          |
| 23-1-2000                                                                | Kumasi                                                                   | Gabon                                                                    | 1 – 3                                                                    | Sudafrica                                                                | Coppa d'Africa 2000 - 1º turno                                           | -                                                                        |                                                                          |
| 27-1-2000                                                                | Kumasi                                                                   | Sudafrica                                                                | 1 – 0                                                                    | RD del Congo                                                             | Coppa d'Africa 2000 - 1º turno                                           | -                                                                        |                                                                          |
| 2-2-2000                                                                 | Kumasi                                                                   | Sudafrica                                                                | 1 – 1                                                                    | Algeria                                                                  | Coppa d'Africa 2000 - 1º turno                                           | -                                                                        |                                                                          |
| 6-2-2000                                                                 | Kumasi                                                                   | Ghana                                                                    | 0 – 1                                                                    | Sudafrica                                                                | Coppa d'Africa 2000 - Quarti di finale                                   | -                                                                        |                                                                          |
| 10-2-2000                                                                | Lagos                                                                    | Nigeria                                                                  | 2 – 0                                                                    | Sudafrica                                                                | Coppa d'Africa 2000 - Semifinale                                         | -                                                                        |                                                                          |
| 12-2-2000                                                                | Accra                                                                    | Sudafrica                                                                | 2 – 2 dts (4 – 3 dtr)                                                    | Tunisia                                                                  | Coppa d'Africa 2000 - Finale 3º posto                                    | -                                                                        | 40’                                                                      |
| 16-12-2000                                                               | Johannesburg                                                             | Sudafrica                                                                | 2 – 1                                                                    | Liberia                                                                  | Qual. Coppa d'Africa 2002                                                | -                                                                        | 73’                                                                      |
| 27-1-2001                                                                | Rustenburg                                                               | Sudafrica                                                                | 2 – 0                                                                    | Burkina Faso                                                             | Qual. Mondiali 2002                                                      | -                                                                        |                                                                          |
| 12-5-2002                                                                | Durban                                                                   | Sudafrica                                                                | 1 – 0                                                                    | Madagascar                                                               | Amichevole                                                               | -                                                                        | 46’                                                                      |
| 20-5-2002                                                                | Hong Kong                                                                | Sudafrica                                                                | 2 – 0                                                                    | Scozia                                                                   | Amichevole                                                               | -                                                                        |                                                                          |
| 23-5-2002                                                                | Hong Kong                                                                | Sudafrica                                                                | 2 – 0                                                                    | Turchia                                                                  | Amichevole                                                               | -                                                                        |                                                                          |
| 2-6-2002                                                                 | Pusan                                                                    | Paraguay                                                                 | 2 – 2                                                                    | Sudafrica                                                                | Mondiali 2002 - 1º turno                                                 | -                                                                        |                                                                          |
| 8-6-2002                                                                 | Taegu                                                                    | Sudafrica                                                                | 1 – 0                                                                    | Slovenia                                                                 | Mondiali 2002 - 1º turno                                                 | -                                                                        | 12’                                                                      |
| 12-6-2002                                                                | Daejeon                                                                  | Sudafrica                                                                | 2 – 3                                                                    | Spagna                                                                   | Mondiali 2002 - 1º turno                                                 | 1                                                                        | 80’                                                                      |
| 22-5-2003                                                                | Durban                                                                   | Sudafrica                                                                | 1 – 2                                                                    | Inghilterra                                                              | Amichevole                                                               | -                                                                        |                                                                          |
| Totale                                                                   |                                                                          | Presenze                                                                 | 70                                                                       |                                                                          | Reti                                                                     | 2                                                                        |                                                                          |

## Palmarès

### Club

#### Competizioni nazionali
- Campionato sudafricano: 2

Kaizer Chiefs: 1991, 1992
- Coppa del Sudafrica: 1

Kaizer Chiefs: 1992

### Nazionale
- Coppa d'Africa: 1

Sudafrica 1996